# Steve Knight (Politiker)

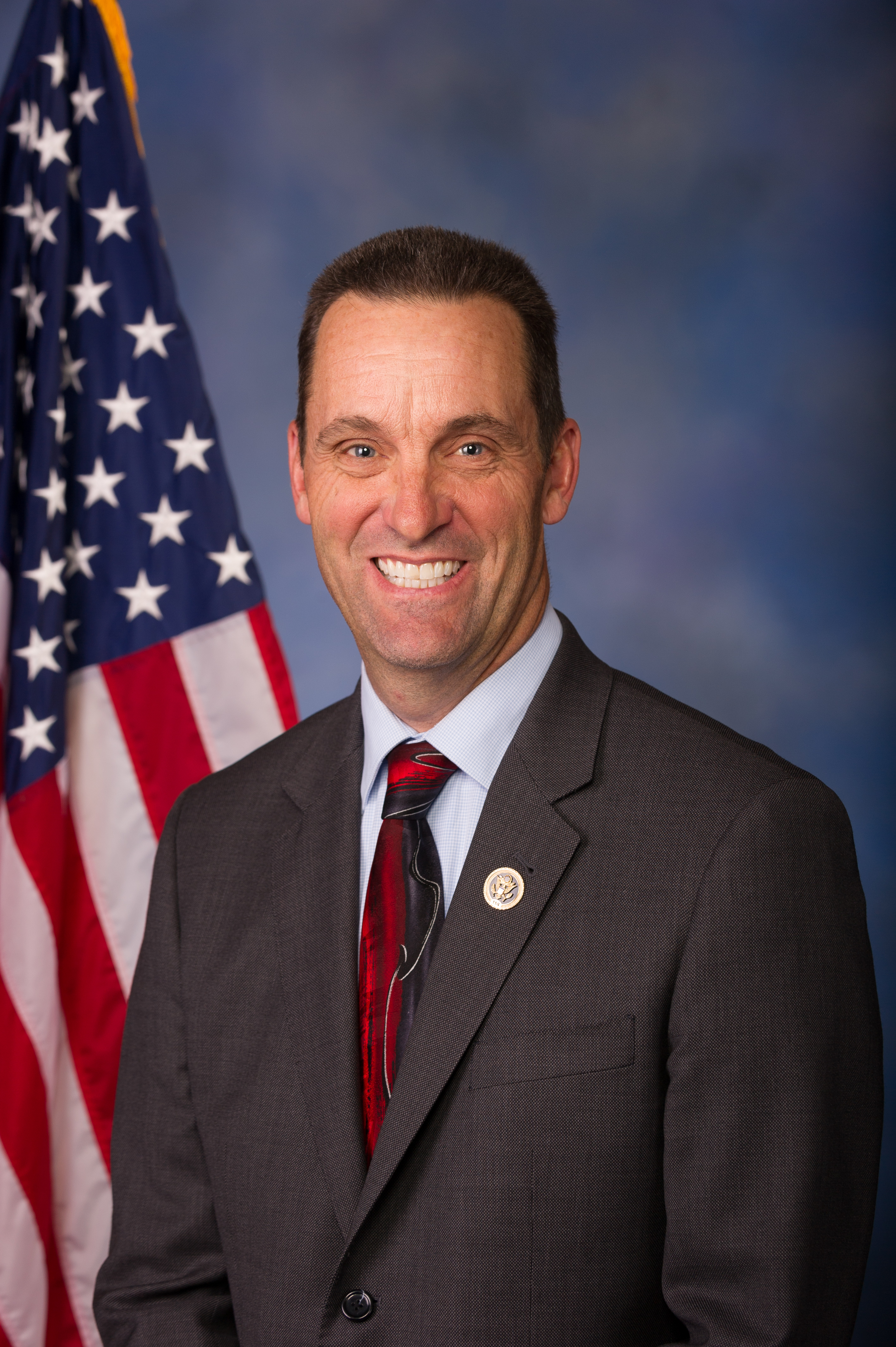
Steve Knight (2015)

Stephen „Steve“ Knight (* 17. Dezember 1966 auf der Edwards Air Force Base, Kalifornien) ist ein US-amerikanischer Politiker. Von Januar 2015 bis Januar 2019 vertrat er den 25. Wahlbezirk des Bundesstaats Kalifornien im US-Repräsentantenhaus.

## Werdegang
Steve Knight besuchte die Palmdale High School und später das Antelope Valley College in Lancaster. Er diente in der United States Army und arbeitete später im Polizeidienst. Politisch schloss er sich der Republikanischen Partei an. Zwischen 2005 und 2008 gehörte er dem Stadtrat von Palmdale an; von 2008 bis 2012 saß er als Abgeordneter in der California State Assembly. Seit 2010 war er dort als Assistant Minority Leader stellvertretender Fraktionschef der Republikaner. Zwischen 2012 und 2014 gehörte er dem Senat von Kalifornien an. Zwischenzeitlich war er auch stellvertretender Bürgermeister von Palmdale.
Bei den Kongresswahlen des Jahres 2014 wurde Knight im 25. Wahlbezirk von Kalifornien in das US-Repräsentantenhaus in Washington, D.C. gewählt, wo er am 3. Januar 2015 die Nachfolge von Howard McKeon antrat, der nicht mehr kandidiert war. In der Stichwahl gewann er gegen seinen republikanischen Parteikollegen Tony Strickland mit 53:47 Prozent der Stimmen. Da er im Jahr 2016 erneut in seinem Amt bestätigt wurde, gehörte er auch dem am 3. Januar 2017 zusammengetretenem 115. Kongress der Vereinigten Staaten an. Nachdem er die Kongresswahl 2018 gegen die demokratische Herausforderin Katie Hill verloren hatte, schied er am 3. Januar 2019 aus dem Repräsentantenhaus aus.
Nachdem Hill 2019 unter Anschuldigungen, sexuelle Beziehungen zu einem Kongressmitarbeiter gehabt zu haben, zurückgetreten war, bewarb sich Knight sowohl für die außerordentliche Wahl, als auch für die reguläre Wahl um ihren Sitz 2020, schaffte aber in der Vorwahlen am 3. März 2020 nicht den Einzug in die zugehörigen Stichwahlen.